# Azul de bromotimol
O azul de bromotimol (BTB, a partir de seu nome na língua inglesa bromothymol blue) é um indicador de pH que em solução ácida fica amarelo, em solução básica fica azul e em solução neutra fica verde.
Azul de bromotimol atua como um ácido fraco em solução. Pode então se apresentar na forma protonada ou deprotonada, amarela e azul, respectivamente.
É tipicamente vendido na forma de um sólido como sal de sódio do indicador ácido.
Seu pKa é 7.10.
É levemente solúvel em água, solúvel em álcool e em soluções aquosas de álcalis. Também é solúvel em éter etílico. Menos solúvel em benzeno, tolueno e xileno. Praticamente insolúvel em éter de petróleo.

## Usos
É um indicador adequado para determinações de ácidos e bases fracos, preferencialmente em pH próximo de 7.
Uma de suas aplicações típicas como indicador é a determinação de pH de aquários, tanques de peixes e águas de criadouros e de mares
É também usado para observação de atividade fotossintéticas ou indicar respiração, pois torna-se amarelo na presença de CO2, assim como presença de ácido carbônico dissolvido em água, oriundo da dissolução do CO2.
Encontra também uso ocasional em laboratório como um  corante biológico para microscopia em lâminas. Neste uso é normalmente azul, e uma gota ou duas de sua solução são usadas em uma lâmina com água. A lamínula é colocada sobre o topo da gota de água e o espécime, com o corante misturado. É algumas vezes usado para definir paredes celulares ou núcleos sob o microscópio.
Esta aplicação como corante microscópio encontra uso na determinação de fosfatidilcolina em líquido amniótico com a predição da síndrome de angústia respiratória.
É usado em obstetrícia para a detecção de rompimento prematuro de membranas. O líquido amniótico geralmente tem um pH> 7,2 , o azul de bromotimol, portanto, torna-se azul quando em contato com vazamento de fluido a partir do âmnio. Como o pH vaginal normalmente é ácido, a cor azul indica a presença de líquido amniótico. O ensaio pode ser falso-positivo na presença de outras substâncias alcalinas, tais como sangue, sémen, ou na presença de vaginose bacteriana.
A razão de área de esfingomielina, determinada com a ajuda do azul de bromotimol permite a determinação de lecitina no líquido amniótico, relacionada com gestações complicadas pelo diabetes.

## Cores do indicador

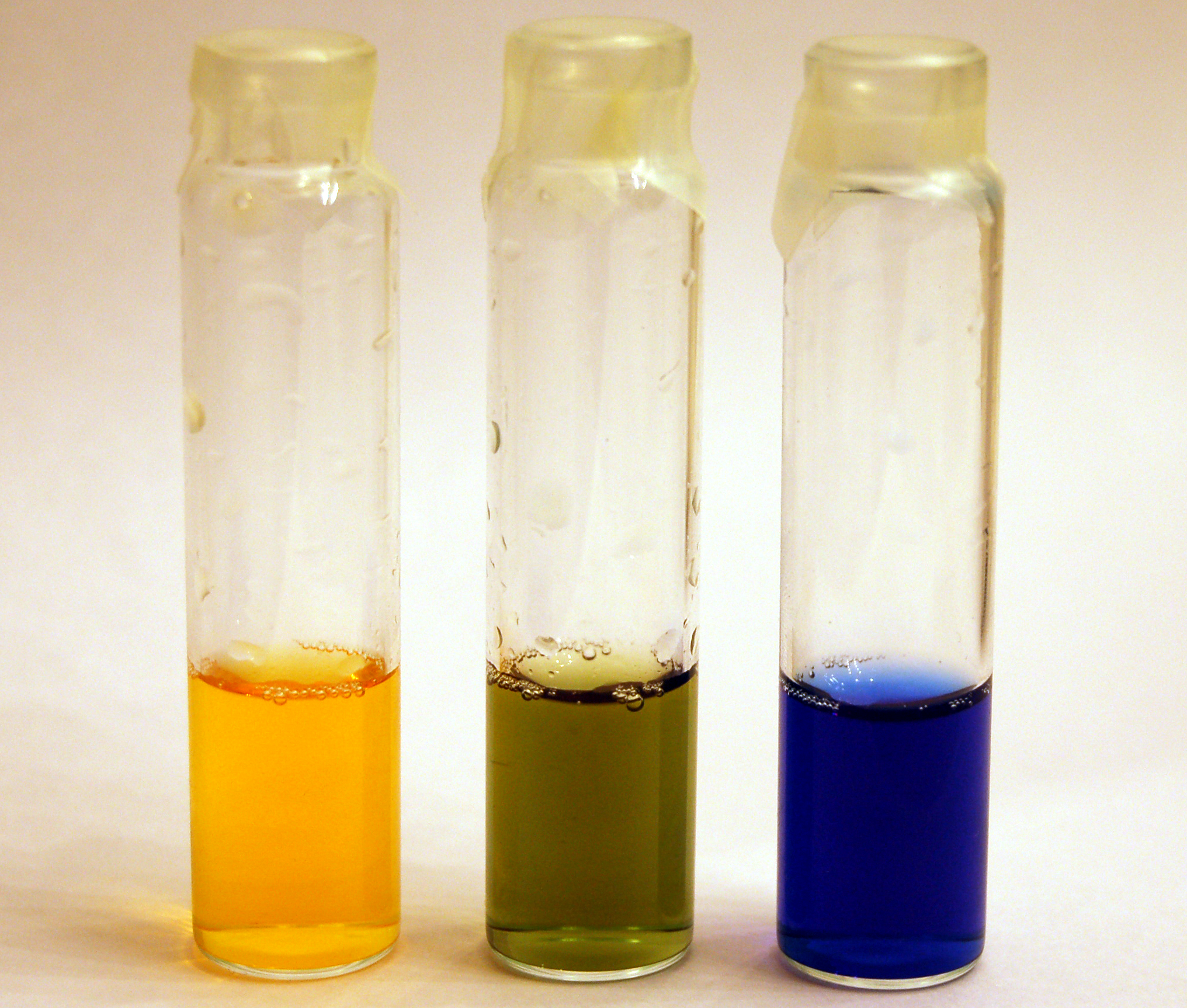
Indicador BTB em pH ácido, neutro, e soluções alcalinas (da esquerda para a direita).

Estruturas a diferentes faixas de pH.

## Preparação da solução do indicador

### Solução aquosa a 0,4%
Esta solução é do sal sódico do indicador para uso em titulações e determinação colorimétrica de pH.
Tritura-se em um gral de vidro limpo 0,4 gramas do indicador com 6,4 ml de solução de hidróxido de sódio a 0,1 M (4 g por litro). Dilui-se esta mistura a 1 litro com água deionizada ou destilada.
Outras formulações recomendadas incluem dissolução de 0,10 g em 8.0 mL de NaOH  N/50 (0,8 g por litro) e diluição com água a 250 mL, para uso como indicador de pH, e solução para uso como indicador em trabalho volumétrico, dissolvendo 0,1 g em 100 mL de etanol 50% (v/v).